# Nowy Tuchom
Nowy Tuchom – wieś w Polsce położona w województwie pomorskim, w powiecie kartuskim, w gminie Żukowo.
Do 31 grudnia 2015 stanowiła część wsi Miszewko.